# سباستین اندرله
سباستین اندرله (انگلیسی: Sebastian Enderle؛ زادهٔ ۲۹ مهٔ ۱۹۸۹) بازیکن فوتبال اهل آلمان است.
از باشگاه‌هایی که در آن بازی کرده‌است می‌توان به باشگاه فوتبال اشتوتگارت اشاره کرد.